# Seznam chráněných území v okrese Humenné
Toto je seznam chráněných území v okrese Humenné aktuální k roku 2015, ve kterém jsou uvedena chráněná území v oblasti okresu Humenné.
| Kód  | Obrázek         | Typ | Název             | Rozloha (ha) | Galerie Commons                                                        | Popis území | Souřadnice                      |
| ---- | --------------- | --- | ----------------- | ------------ | ---------------------------------------------------------------------- | ----------- | ------------------------------- |
| 1138 |                 | PP  | Brekovská jeskyně | x            |                                                                        |             |                                 |
| 516  |                 | PP  | Čierny potok      | 2,7642       |                                                                        |             |                                 |
| 560  |                 | NPR | Humenská          | 70,3700      |                                                                        |             |                                 |
| 561  |                 | NPR | Humenský Sokol    | 241,5000     |                                                                        |             |                                 |
| 562  |                 | PR  | Chlmecká skalka   | 1,1008       |                                                                        |             |                                 |
| 563  |                 | PR  | Iľovnica          | 8,4500       |                                                                        |             |                                 |
| 856  |                 | PR  | Jasenovská bučina | 21,4700      |                                                                        |             |                                 |
| 708  | Kyjovský prales | NPR | Kyjovský prales   | 397,4197     | Kategorie „Kyjov (vrch vo Vihorlatských vrchoch)“ na Wikimedia Commons |             | 48°51′30″ s. š., 22°1′16″ v. d. |
| 707  | Vihorlat        | NPR | Vihorlat          | 50,8900      | Kategorie „Vihorlat“ na Wikimedia Commons                              |             | 48°53′28″ s. š., 22°6′48″ v. d. |